# Форт Ша (Монтана)
Форт Ша (енгл. Fort Shaw) насељено је место без административног статуса у америчкој савезној држави Монтана.

## Демографија
По попису из 2010. године број становника је 280, што је 6 (2,2%) становника више него 2000. године.
| Група             | 2000.       | 2010.       |
| Белци             | 264 (96,4%) | 254 (90,7%) |
| Афроамериканци    | 0 (0,0%)    | 1 (0,4%)    |
| Азијати           | 0 (0,0%)    | 2 (0,7%)    |
| Хиспаноамериканци | 4 (1,5%)    | 7 (2,5%)    |
| Укупно            | 274         | 280         |